# 베리얼
윌리엄 이매뉴얼 베번(영어: William Emmanuel Bevan)은 베리얼(Burial)이라는 이름으로 활동하고 있는 영국 사우스런던 출신의 전자 음악가이다. 처음에는 무명으로 활동했던 베리얼은 코드9의 일렉트로닉 레이블 하이퍼덥과 계약을 맺은 첫 번째 음악가가 되었다. 이듬해 UK 개러지와 투스텝과 같은 영국의 레이브 음악 스타일에 대한 어둡고도 감성적인 해석을 선보인 첫 정규 음반 《Burial》을 통해 와이어지의 "올해의 음반" 등 평단의 찬사와 함께 영국 덥스텝 신에 영향을 끼쳤다. 2007년에 발매된 《Untrue》를 통해 평론가들의 극찬을 계속 이어나갔다.
2008년, 베번의 정체가 인디펜던트에 의해 공개되었고, 하이퍼덥이 이를 확인했다. 이후 몇 년 간 베리얼은 포 텟, 매시브 어택, 톰 요크, 좀비, 더 버그와 같은 음악가와 협업했으며, 2012년 《Kindred》과 《Traunt / Rough Sleeper》, 2013년 《Rival Dealer》 등 여러 EP를 잇따라 발매했다. 이때 작품의 대부분은 2019년에 발매된 컴필레이션 음반 《Tunes 2011–2019》에 포함됐다. 베리얼은 은둔적인 생활을 유지하면서 인터뷰를 거의 하지 않고 공개적인 자리도 피해 왔다. 올뮤직은 베리얼을 두고 "21세기 초반 가장 찬사를 받은 영향력 있으며 수수께끼 같은 전자 음악가 중 한 명"이라고 묘사했다.

## 디스코그래피

### 정규 음반
- Burial (2006)
- Untrue (2007)

### 컴필레이션 음반
- Street Halo / Kindred (2012)
- Tunes 2011–2019 (2019)

### EP
- South London Boroughs (2005)
- Distant Lights (2006)
- Ghost Hardware (2007)
- Street Halo (2011)
- Kindred (2012)
- Truant / Rough Sleeper (2012)
- Rival Dealer (2013)
- Young Death / Nightmarket (2016)
- Subtemple / Beachfires (2017)
- Fog / Shrine (with The Bug as Flame 1) (2018)
- Claustro / State Forest (2019)
- Dive / Rain (with The Bug as Flame 2) (2019)
- Shock Power of Love (with Blackdown) (2021)
- Chemz / Dolphinz (2021)
- Antidawn (2022)
- Streetlands (2022)
- Dreamfear / Boy Sent From Above (2024)